# Falkenbergs simklubb
Falkenbergs simklubb bildades 2012 när Varberg Falkenberg Sim delades i två klubbar. Tidigare har en simklubb med namnet Falkenbergs simsällskap funnits i staden men denna gick i början av 2000-talet ihop med Varbergs Sim. Falkenbergs simklubb bedriver både simskola (från babysim via minisim till simkunnighet) och simidrott och har verksamhet på Klitterbadet och på Hälsa & Rehab. Ordföranden 2012 var Tore Holmefalk.